# Cmentarz żydowski w Sulejowie
Cmentarz żydowski w Sulejowie – został założony w 1864 i znajdował się przy obecnej ul. Podole. Uległ zniszczeniu podczas II wojny światowej. 